# Doddayagati, Nagamangala
Doddayagati là một làng thuộc tehsil Nagamangala, huyện Mandya, bang Karnataka, Ấn Độ.